# Ґонсави (Шамотульський повіт)
Ґонсави (пол. Gąsawy) — село в Польщі, у гміні Шамотули Шамотульського повіту Великопольського воєводства.
Населення — 280 осіб (2011).
У 1975-1998 роках село належало до Познанського воєводства.

## Демографія
Демографічна структура станом на 31 березня 2011 року:
|          | Загалом | Допрацездатний вік | Працездатний вік | Постпрацездатний вік |
| -------- | ------- | ------------------ | ---------------- | -------------------- |
| Чоловіки | 138     | 28                 | 100              | 10                   |
| Жінки    | 142     | 34                 | 85               | 23                   |
| Разом    | 280     | 62                 | 185              | 33                   |